# ЛАЗ-Украина
ЛАЗ-Украина — серия пассажирских междугородних автобусов, первая модель которого ЛАЗ-Украина-1 создана в 1961 году.

## Описание
Модель получила новый, безрамный кузов, выполненный в привычном ЛАЗовском стиле. Были установлены новые узлы, не характерные для предыдущих моделей, такие как пневматическая подвеска, телескопические амортизаторы двухстороннего действия, пневмогидравлический привод тормозов, гидроусилитель руля, ручной тормоз барабанного типа, а также V-образный двигатель ЗиЛ и 5-ступенчатая синхронизированная коробка передач. В салоне были установлены кресла самолётного типа.

## Модификации
Модель Украина-2 кроме нового внешнего вида, благодаря обновлённому корпусу приобрела также и некоторые элементы комфорта в виде: наличия места для стюардессы, буфета, гардероба и туалета в задней части автобуса. По техническим параметрам автобус был аналогичен модели Украина-1 вместимость составляла 28 пассажиров.
Далее создавался ряд моделей автобусов марки «Украина» улучшавшие комфортность проезда в них пассажиров. Среди них опытная модель Украина-66, также Украина- 67 Украина 69 и Украина 71.

## Модель Украина 73
Наиболее совершенная модель из данной серии автобусов. Которая после лишь единожды улучшалась при создании модели Украина 75, которых было создано лишь 2 экземпляра.